# Isaac Ashai Odamtten
 (juillet 2023).
Isaac Ashai Odamtten (né le 13 mai 1972) est un homme politique ghanéen membre du Congrès national démocratique,,. Il est membre du Parlement élu pour la circonscription de Tema East . De 2013 à 2017, il a été maire et directeur général métropolitain de la région métropolitaine de Tema.

## Première vie et éducation
Odamtten est né le 13 mai 1972. Il est originaire de Tema dans la région du Grand Accra au Ghana. Il a terminé l'Université de Cape Coast en 1999 avec un baccalauréat en commerce ( BCom ),. Il est également titulaire d'une maîtrise en administration des affaires (MBA) en comptabilité et d'un certificat en gestion de projets.

## Carrière

### Début de carrière
Odamtten est un enseignant de profession qui a commencé sa carrière en tant que tuteur pour le Ghana Education Service. Par la suite, il est devenu officier des finances et économe au sein de la même institution. Il a rejoint la Banque commerciale internationale en tant que chef des finances et directeur principal des services aux entreprises.avant d'être nommé par John Dramani Mahama au poste de maire de Tema en 2013,.

### Maire de Tema
Il a été maire et directeur général métropolitain de l'Assemblée métropolitaine de Tema de 2013 à 2017,,. L'une de ses réalisations notables a été d'aider les pêcheurs et de stimuler le secteur de la pêche et de l'aquaculture en fournissant des moteurs hors-bord aux associations de pêcheurs de Tema. Cette initiative visait à accroître les revenus des pêcheurs en améliorant leurs capacités et leur productivité.
Le 3 mars 2016, il a été élu président de l'Association nationale des autorités locales du Ghana (NALAG) lors de la 19e conférence biennale des délégués nationaux qui s'est tenue à Sunyani. Après avoir obtenu 624 voix sur les 980 voix valables exprimées, il a prêté serment en tant que président de NALAG, battant ainsi son seul concurrent, James Gunu, directeur général du district (DCE) d'Akatsi North, qui a recueilli 356 voix,,.
Il a été membre du comité exécutif de 16 membres de Cités et Gouvernements locaux unis d'Afrique (CGLU Afrique),. Il a également été l'un des deux membres du conseil d'administration représentant l'Afrique de l'Ouest au sein du Commonwealth Local Government Forum (CLGF),,. Lors de la Journée mondiale des villes 2016, et après Habitat III, il a été l'un des conférenciers amenés de villes du monde entier à la suite de l'événement Global Challenges de l'Overseas Development Institute (ODI) pour explorer comment les zones urbaines peuvent atteindre leurs objectifs mondiaux en matière d'ODD.
Du 16 au 22 mars 2016, il a conduit une délégation en visite au borough royal de Greenwich avec le soutien de GUBA Enterprise dirigée par Dentaa,. La visite faisait partie d'un partenariat de jumelage entre la ville de Tema et le Royal Borough de Greenwich impliquant une coopération entre les deux communautés dans les domaines de l'éducation, des sports et de la gouvernance.

## Politique

### Candidature parlementaire
Odamtten a remporté la candidature parlementaire du Congrès national démocratique pour représenter la circonscription de Tema Est lors des élections de 2020.
En décembre 2020, Odamtten a remporté le siège de la circonscription de Tema Est aux élections en battant le député sortant, Daniel Titus Glover, avec 41 692 voix contre 31 956 voix.

### Député
Le 7 janvier 2021, Odamtten a prêté serment en tant que député représentant la circonscription de Tema East au 8e Parlement de la 4e République du Ghana. Il est membre du Comité du genre et des enfants et du Comité de l'emploi, de la protection sociale et des entreprises d'État du Parlement.

## Vie privée
Odamtten est chrétien.